# Az AL–76-os robot elkeveredik
Az AL–76-os robot elkeveredik (Robot AL-76 Goes Astray) című novella Isaac Asimov egyik humoros sci-fi novellája. Először az Amazing Stories magazin 1942. februári számában jelent meg, de olvasható a Robottörténetek című novelláskötetben is.

## Történet
|  | Alább a cselekmény részletei következnek! |

A történet 2006-ban játszódik.
Az AL–76-os bányászrobotot a Holdra szánták, a 17-es Holdállomásra, azonban valahogy a Földön találja magát. Mindent furcsának talál: Az alatta levő föld nem sárga, hanem zöld. A fölötte levő ég nem fekete, hanem kék. Az emberek szkafander nélkül járkálnak, de előle menekülnek, sőt valaki rá is lő. Így jut el Randolph Payne bunkeréhez. Payne szabadidejében ebben a bunkerben szokta megbütykölni a barátai által rásózott elektromos ketyeréket, némi pénzért cserébe. Akkor is ott ül, amikor AL–76 ráront. Eleinte fél tőle, de elmenekülni nem sikerül neki. Aztán a robot történetéből rájön, hogy őt eredetileg a Holdra szánták, és az Amerikai Robot és Gépember Rt. biztosan jelentős összeget fizet a megtalálónak. Úgy dönt tehát, hogy ráveszi a robotot a maradásra. Ezt viszont csak úgy tudja elérni, ha a robot egy bányagépet épít az elektromos herkentyűkből. Ráhagyja a dolgot és felhívja az Amerikai Robotot. Rájön, hogy nem hisznek neki, így fényképeket készít a robotról. Éppen a földön fekve fényképezi a robotot, amikor Lemuel Oliver Cooper viszi felé kenyérpirítóját. Cooper úgy látja, a robot megölte Paynet, úgyhogy a seriffhez rohan, aki felfegyverezte az embereit és Payne háza felé indul. Közben Sam Tobe az Amerikai Robotnál rájön, hogy Payne olyanokat mondott a telefonban, amiket csak a robottól tudhatott meg, úgyhogy ő is elindul a megadott címre.
AL–76 elkészül a szerkezetével, és mielőtt a seriff csapata lőhetne, lerobbantja vele a közeli domb tetejét. A csapat hanyatt-homlok menekül onnan, szembetalálkozva Tobe csoportjával. Payne másik irányt választ a menekülésre: a mellette álló fára mászik fel, és onnan ordibál a robotnak, hogy szedje szét a masinát és felejtsen el mindent. A robot ezt utasításnak veszi, és szorgosan végrehajtja. Mire Sam Tobe és Austen Wilde odaér, már semmi nem maradt a gépből, és a robot természetesen semmire sem emlékszik. De a legmegrázóbb az egészben, hogy a holdiaktól eltérően nem erőművel működtette a szerkezetet, hanem két zseblámpaelemmel. Hogy hogy csinálta, az most már rejtély marad.

## Megjelenések

### Angol nyelven
1. Amazing Stories, 1942. február
2. My Best Science Fiction Story (Merlin Press, 1949)
3. My Best Science Fiction Story (Pocket, 1954)
4. Amazing Stories, 1956. április
5. The Rest of the Robots (Doubleday, 1964)
6. Eight Stories from The Rest of the Robots (Pyramid, 1966)
7. The Complete Robot (Doubleday, 1982)
8. The Robot Collection (Doubleday, 1983)

### Magyar nyelven
1. Diákévek #7, 1969. (ford.: Radó Péter, AL-76-os robot nem érkezett meg címmel)
2. Robottörténetek, I. kötet (Móra, 1993, ford.: Villányi György)
3. Isaac Asimov teljes Alapítvány–Birodalom–Robot Univerzuma, I. kötet (Szukits, 2001, ford.: Szántai Zsolt)

| Előző  | Sorozat                                               | Következő               |
| ------ | ----------------------------------------------------- | ----------------------- |
| Robbie | Robot sorozat Alapítvány–Birodalom–Robot regényciklus | Insert Knob A in Hold B |